# 第304步兵師 (德國國防軍)
德國國防軍陸軍第304步兵師（德語：304. Infanterie-Division）是納粹德國國防軍陸軍的一個步兵師。該師於1940年11月組建。
該師組建後，在比利時海岸防守駐紮。1942年12月，該師調往東線，此後一直在當地作戰。
該師於1945年1月在维斯瓦河南部被殲，同年2月重建，並繼續在東線作戰。
該師最後於1945年5月在德意志布羅德向苏联红军投降。

## 註腳
1. ↑  Mitcham（2007年）